# Língua athpare
Athpare, também conhecida como Athapre, Athpariya, Athpre, Arthare, Arthare-Khesang, ou Jamindar. É escrita IAthpariyaI para ser distinguida da língua belhare (Athpariya II). È uma língua Kiranti.

## Falantes
Athpare falado por cerca de 5 mil pessoas que vivem em  Dhankuta no leste de Nepal. Athpare é falado ao norte de [Tamur, a oeste de Dhankuta Khola, e a leste de Tangkhuwa, e também em Bhirgaun VDC (Ethnologue).

## Fonologia
As consoantes são mostradas na tabela abaixo. As consoantes sonoras são raras na posição inicial. Na posição medial dos verbos, as consoantes sonoras são variantes condicionadas. A aspiração é fonêmica na posição inicial. Não há fricativas, exceto para [s] e [h].
|           |                 | Labial | Alveolar | Retroflex | Palatal | Velar | Glotal |
| --------- | --------------- | ------ | -------- | --------- | ------- | ----- | ------ |
| Plosiva   | surda           | p      | t        | ʈ         |         | k     | ʔ      |
| Plosiva   | aspirada        | pʰ     | tʰ       | ʈʰ        |         | kʰ    |        |
| Plosiva   | sonora          | b      | d        | ɖ         |         | ɡ     |        |
| Plosiva   | sonora aspirada | bʱ     | dʱ       | ɖʱ        |         | ɡʱ    |        |
| Africada  | surda           |        | ts       |           |         |       |        |
| Africada  | aspirada        |        | tsʰ      |           |         |       |        |
| Africada  | sonora          |        | dʒ       |           |         |       |        |
| Fricativa | Fricativa       |        | s        |           |         |       | h      |
| Nasal     | Nasal           | m      | n        |           |         | ŋ     |        |
| Semivogal | central         | w      |          |           | j       |       |        |
| Semivogal | aspirada        | wʱ     |          |           |         |       |        |
| Semivogal | lateral         |        | l        |           |         |       |        |
| Vibrante  | Vibrante        |        | r        |           |         |       |        |

As consoantes geminadas são encontradas em verbos com radical final [tt] e como resultado a assimilação ao sufixo infinitivo (por exemplo, -ma: pap(t)- + ma → pamma 'arranhar').
Fonemas Vogais
Existem cinco vogais em Athpare: a, e, i, o e u. As vogais são um pouco alongadas em sílabas de raiz aberta, mas provavelmente são alofônicas para vogais curtas. Os ditongos são marginais em Athpare - ai, oi e ui foram mostrados para existir, mas em muito poucas palavras.

## Morfologia
Os marcadores de pessoa sujeito e objeto são percebido em parte como prefixos, em parte como sufixos. Existem sufixos numéricos e marcadores de tempo separados, alguns deles seguidos por uma cópia do marcador de pessoa. Aspectos de tempo perifrásticos (perfeitos e progressivos) são totalmente gramaticalizados. Athpare é morfologicamente uma língua ergativa, com uma divisão entre a 1ª pessoa e o resto da frase. O uso mínimo é feito de formas verbais não finitas: os verbos compostos consistem em dois verbos marcados para pessoa e tempo, subordinados seguem verbos flexionados.
Athpare tem um sistema verbal extremamente complexo, com ator e sofredor sendo marcados no verbo. Existem também vários tipos de cópia de sufixos, resultando nas cadeias de sufixos mais longas de qualquer idioma Kiranti, exemplos:ref>Ebert, Karen H. 1997. A Grammar of Athpare. München / Newcastle: Lincom (LINCOM Studies in Asian Linguistics, 1)</ref>
|ni-ni-m-get-n-et-ni-m-ci-m-ma-ga |ver-NEG-1/2pA-v2:ver-NEG-AUX:PT-NEG-1/2pA-3nsU-1/2pA-e-NML:ns v |'nós (pe) não os tínhamos visto'

### Ordem das palavras
Athpare é uma linguagem verbo-final. Tópicos e adverbiais de frases normalmente têm posição inicial. Há muita liberdade em reorganizar elementos de acordo com as necessidades comunicativas.
Athpare tem vários verbos correspondentes ao inglês 'be':
- wa-, wama (local)
- yuŋ-, yuŋma (existencial)
- lis-, lima (ser, tornar-se - aquisição)
- is-, ima (ser, tornar-se - espacial)
- le-na (identificação)
- NEG: waina~woina

O participante da conversação quer tornar a referência mais explícita.
As seguintes pós-posições servem como marcadores de caso* /-ŋa/ percebido como como [-ma],[-na],[-ja] ou [-ŋa] Caso oblíquo: caso ergativo; Caso instrumental; Caso genitivo; causa * /-ŋi/ realizado como [-mi],[-ni],[-i]~[-e] ou [-ŋi] Caso locativo (e diretivo)* -lam(ma)   ablativo
- -leŋ    Directivo
- -lok Comitativo
- -me Deprivativo

Athpare tem a ordem das palavras SOV, todos os modificadores precedem sua cabeça. Tem nove formas de aspecto de tempo: passado, não passado, progressivo, ambulativo (uma forma progressiva onde uma atividade ou processo está acontecendo enquanto o ator ou sujeito está se movendo aqui e ali), perfeito, não passado negativo (paradigmas negativos não espelham diretamente formas positivas), passado negativo, um passado negativo generalizado e um passado negativo anterior/passado progressivo - e dois modos: imperativo e optativo. Os dois modos são flexionados para pessoa, mas não têm marcadores finais de aspecto de tempo.
O Athpre marca o gênero natural com termos de parentesco e para animais maiores. O gênero não desempenha nenhum papel no acordo. Existem duas qualidades classificadores que distinguem humanos de não humanos.
A linguagem tem três números: singular, dual e plural, e diferentes pronomes inclusivos e exclusivos de 1ª pessoa em dual e plural.
Os diminutivos são formados a partir de substantivos animados com o sufixo -cilet. Advérbios temporais Existem únicos para duas, três e quatro unidades de tempo (dias, anos, etc.) antes e depois do presente Os diminutivos são formados a partir de substantivos animados com o sufixo -cilet. Existem advérbios temporais únicos para duas, três e quatro unidades de tempo (dias, anos, etc.) antes e depois do presente